# Erupção pliniana

Erupção pliniana: 1: pluma de cinzas; 2: conduto de magma; 3: queda de cinzas vulcânicas; 4: camadas de lava e cinzas; 5: estrato; 6: câmara magmática

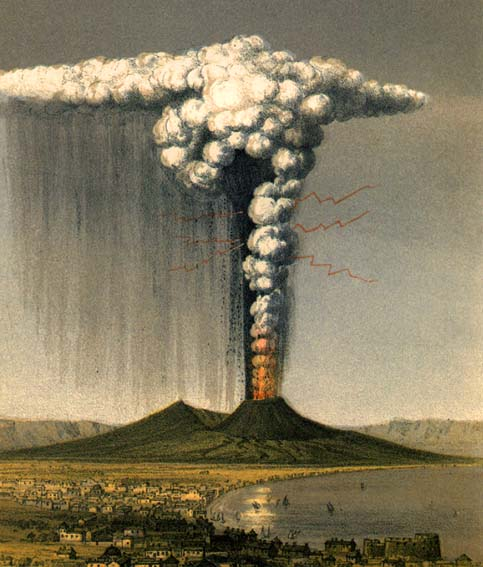
Impressão artística de 1822 da erupção do Monte Vesúvio em 79, retratando como a erupção de 79 d.C. pode ter parecido, pelo geólogo inglês George Julius Poulett Scrope. Raios são retratados ao redor da coluna ascendente de cinzas e gás.

Erupções plinianas ou erupções vesuvianas são erupções vulcânicas caracterizadas por sua semelhança com a erupção do Monte Vesúvio em 79 d.C., que destruiu as antigas cidades romanas de Herculano e Pompeia. A erupção foi descrita em uma carta escrita por Plínio, o Jovem, após a morte de seu tio Plínio, o Velho.
As erupções plinianas ejetam colunas de detritos vulcânicos e gases quentes alto na estratosfera, a segunda camada da atmosfera terrestre. Elas ejetam uma grande quantidade de pedra-pomes e possuem erupções poderosas e contínuas impulsionadas por gases.
As erupções podem terminar em menos de um dia, ou continuar por dias ou meses. As erupções mais longas começam com a produção de nuvens de cinzas vulcânicas, às vezes com surtos piroclásticos. A quantidade de magma ejetado pode ser tão grande que esgota a câmara magmática abaixo, fazendo com que o topo do vulcão entre em colapso, resultando em uma caldeira. Cinzas finas e pedra-pomes pulverizada podem ser depositadas sobre grandes áreas. As erupções plinianas são frequentemente acompanhadas por sons altos. A descarga súbita de cargas elétricas acumuladas no ar ao redor da coluna ascendente de cinzas vulcânicas também frequentemente causa raios, como retratado pelo geólogo inglês George Julius Poulett Scrope em sua pintura de 1822 ou observado durante a erupção e tsunami de Hunga Tonga–Hunga Ha'apai de 2022.
A lava é geralmente dacítica ou riolítica, rica em sílica. Lavas basálticas de baixa sílica raramente produzem erupções plinianas a menos que condições específicas sejam atendidas (baixo teor de água no magma <2%, temperatura moderada e cristalização rápida); um exemplo basáltico recente é a erupção de 1886 do Monte Tarawera na Ilha Norte da Nova Zelândia.

## Descrição de Plínio

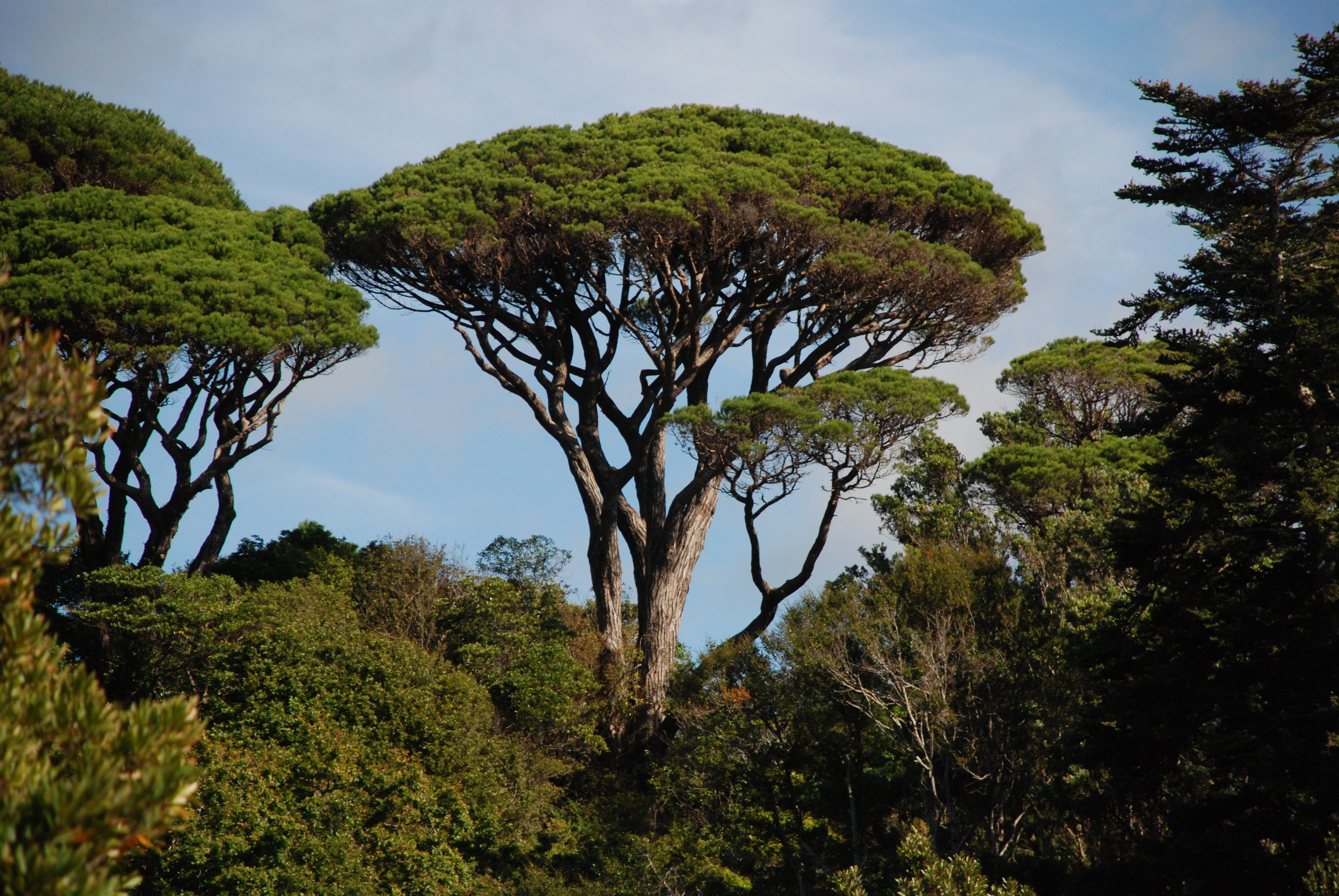
Um pinheiro-manso, o tipo de árvore usado por Plínio, o Jovem para descrever a erupção

Plínio, o Jovem descreveu as observações iniciais de seu tio, Plínio, o Velho, da erupção de 79 d.C. do Monte Vesúvio:
Citação: Em 24 de agosto, por volta da uma hora da tarde, minha mãe pediu-lhe para observar uma nuvem que aparecia de tamanho e forma muito incomuns. Ele acabara de tomar banho de sol e, após banhar-se em água fria e fazer um lanche leve, voltara aos seus livros: imediatamente levantou-se e saiu para um terreno elevado de onde poderia ter uma melhor visão desta aparição muito incomum. Uma nuvem, de qual montanha era incerto, a esta distância (mas foi descoberto depois que vinha do Monte Vesúvio), estava subindo, cuja aparência não posso dar-lhe uma descrição mais exata do que comparando-a com a de um pinheiro, pois ela disparou para uma grande altura na forma de um tronco muito alto, que se espalhou no topo em uma espécie de galhos; ocasionado, imagino, seja por uma rajada súbita de ar que a impeliu, cuja força diminuiu à medida que avançava para cima, ou a própria nuvem sendo pressionada para trás novamente por seu próprio peso, expandiu-se da maneira que mencionei; às vezes aparecia brilhante e às vezes escura e manchada, conforme estava mais ou menos impregnada de terra e cinzas. Este fenômeno pareceu a um homem de tal erudição e pesquisa como meu tio extraordinário e digno de investigação mais aprofundada. escreveu: «Sexto Livro de Cartas, Carta 16»
Plínio, o Velho, partiu para resgatar as vítimas de sua posição perigosa na costa da Baía de Nápoles, e lançou suas galeras, cruzando a baía para Stabiae (perto da atual cidade de Castellammare di Stabia). Plínio, o Jovem, forneceu um relato de sua morte e sugeriu que ele desabou e morreu por inalar gases venenosos emitidos pelo vulcão. Seu corpo foi encontrado enterrado sob as cinzas da erupção sem ferimentos aparentes em 26 de agosto, depois que a pluma se dispersou, o que seria consistente com asfixia ou envenenamento, mas também com ataque cardíaco, ataque de asma ou derrame.

## Exemplos

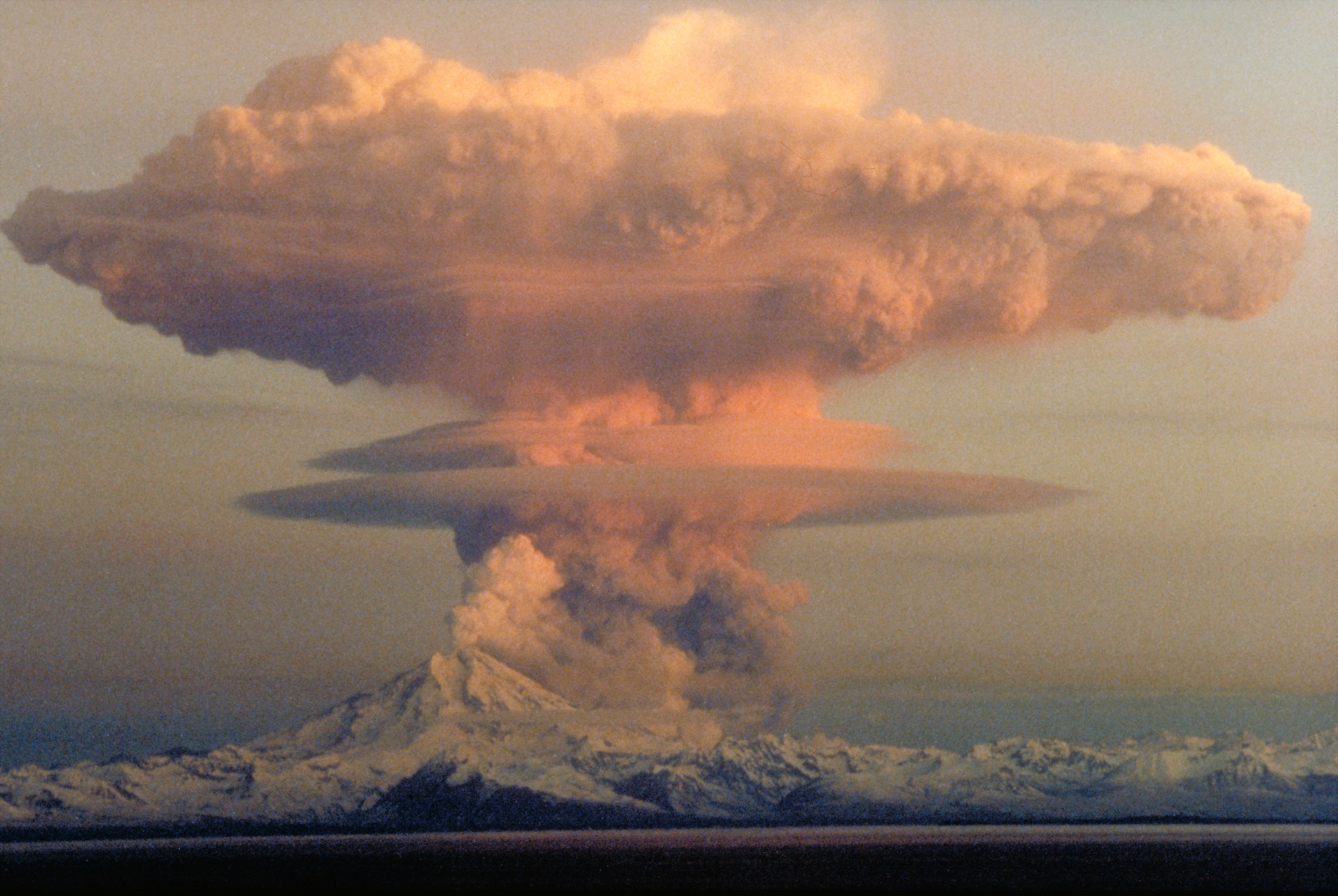
Nuvem de erupção de 21 de abril de 1990 do Vulcão Redoubt vista a oeste da Península Kenai (mais de 60 km do cume do vulcão)

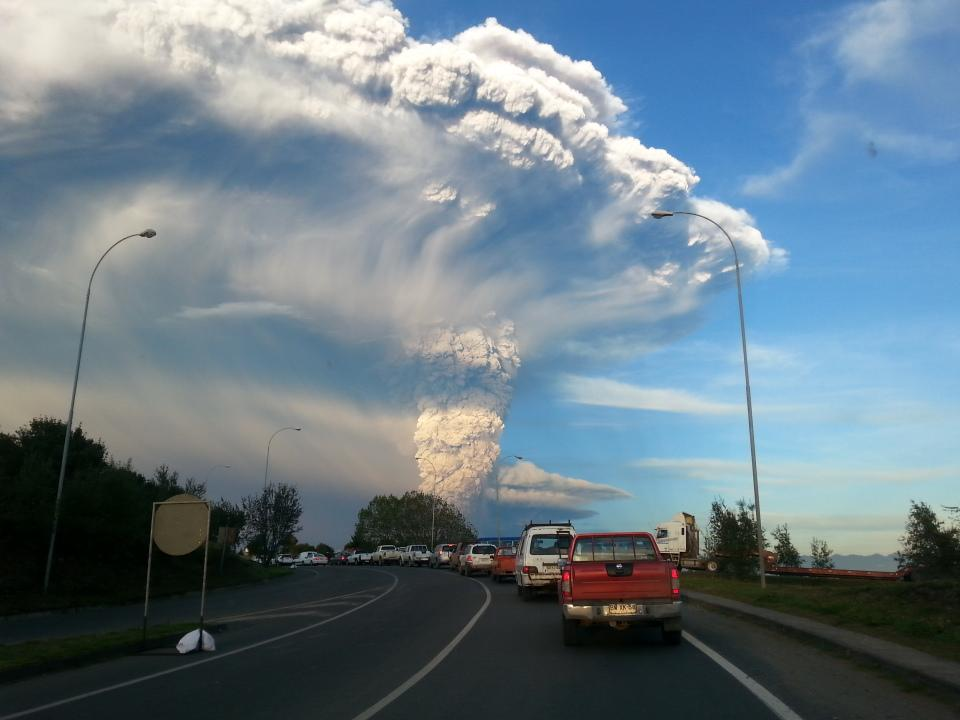
Abril de 2015, erupção subpliniana do Calbuco

- A erupção da Caldeira do Long Valley na Califórnia Oriental, Estados Unidos, que aconteceu há mais de 760.000 anos.
- A erupção de 10.950 a.C. do Lago Laach na Renânia-Palatinado, Alemanha.
- A erupção de 4860 a.C. que formou o Crater Lake no Oregon, Estados Unidos.
- A erupção de 1645 a.C. de Thera no sul do Mar Egeu, Grécia.
- A erupção dos anos 400 a.C. do Bridge River Vent na Colúmbia Britânica, Canadá.
- A erupção de 79 d.C. do Monte Vesúvio em Pompeia, Itália. Foi a erupção pliniana prototípica.
- A erupção de 180 d.C. do Lago Taupo na Nova Zelândia.
- A erupção de 946 do Monte Paektu na China / Coreia do Norte.
- A erupção de 1257 do Monte Samalas em Lombok, Indonésia.
- A erupção de 1600 de Huaynaputina no Peru.
- As erupções de 1667 e 1739 do Monte Tarumae em Hokkaido, Japão.[5]
- A erupção de 1707 do Monte Fuji no Japão.
- A erupção de 1815 do Monte Tambora na ilha de Sumbawa, Indonésia.
- A erupção de 1883 do Krakatoa no Estreito de Sunda, Indonésia.
- A erupção de 1886 do Monte Tarawera na Nova Zelândia.
- A erupção de 1902 de Santa María na Guatemala.
- A erupção de 1912 de Novarupta no Alasca, Estados Unidos, a maior erupção vulcânica do século XX.
- A erupção de 1980 do Monte St. Helens no Estado de Washington.
- A erupção de 1982 do El Chichón no Arco Vulcânico de Chiapas, Chiapas, México.
- A erupção de 1991 do Monte Pinatubo em Zambales, Luzon Central, Filipinas.
- A erupção de junho de 2009 do Pico Sarychev na Rússia.
- A erupção de Puyehue-Cordón Caulle de 2011–2012 no Chile.
- A erupção de 2014 do vulcão Tungurahua na Cordilheira Oriental do Equador.
- A erupção de 2020 do vulcão Taal nas Filipinas.
- A erupção de 2022 de Hunga Tonga–Hunga Ha'apai em Tonga.

## Ultra-Pliniana
Em 1980, o vulcanólogo George P. L. Walker propôs a erupção de Hatepe como representante de uma nova classe chamada depósitos ultra-plinianos, com base em seu poder dispersivo excepcional e altura da coluna eruptiva. Um índice de dispersão de 50 000 quilômetros quadrados (19 000 milhas quadradas) foi proposto como um limite para uma erupção ultra-pliniana. Nos critérios do Índice de Explosividade Vulcânica, reconhecer uma erupção como ultra-pliniana a tornaria pelo menos VEI-5.
O limite para erupções ultra-plinianas é uma altura de coluna eruptiva de 45 km (28 mi), ou 41 km (25 mi) mais recentemente. Os poucos casos de erupções que estão na transição entre pliniana e ultra-pliniana incluem a fase P3 da erupção de Samalas de 1257, erupção de 1991 do Monte Pinatubo, a fase pliniana do Ignimbrito Campaniano, Leito de Pedra-pomes Tsankawi do Membro Tshirege do Tufo de Bandelier, e a erupção de 1902 de Santa María.
A classificação antes inequívoca ultra-pliniana da erupção de Hatepe foi questionada, com evidências recentes mostrando que é um artefato de uma mudança não reconhecida no campo de vento em vez de vigor eruptivo extremo.